# 克拉斯諾皮爾 (科羅斯堅區)
50°55′12″N 28°29′57″E / 50.92000°N 28.49917°E

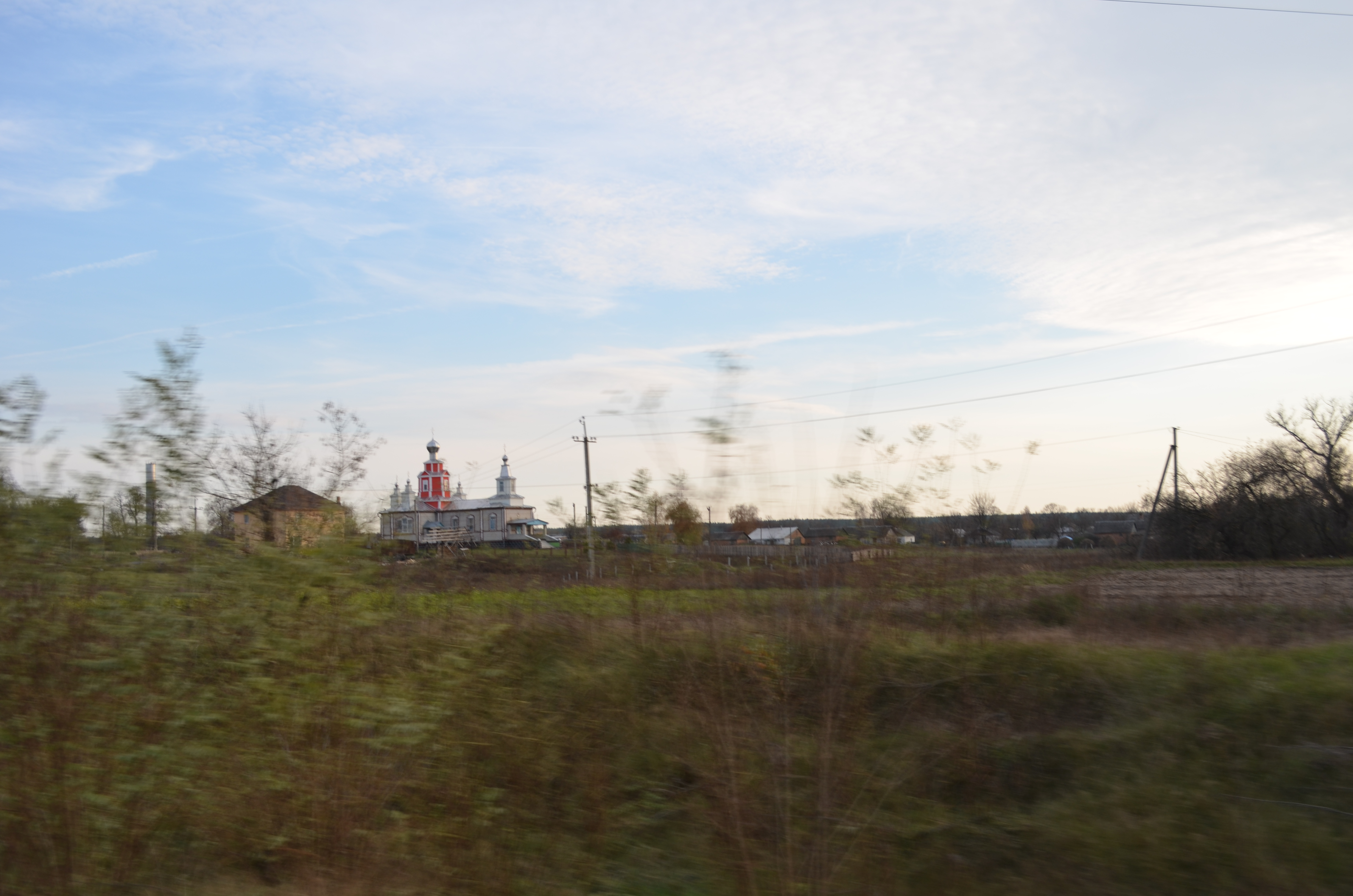
教堂

克拉斯諾皮爾（烏克蘭語：Краснопіль），是烏克蘭的村落，位於該國北部日托米爾州，由科羅斯堅區霍尔希克市镇負責管轄，始建於1921年，面積0.81平方公里，海拔高度185米，2001年人口137，人口密度每平方公里168.72人。